# Nico Cué
Nicanor Cué, conocido como Nico Cué (Mieres, 6 de septiembre de 1956), es un sindicalista y político hispano-belga.
Reside desde su infancia en Bélgica, a donde su familia emigró durante la dictadura franquista. En 2019 fue candidato a presidir la Comisión Europea por el Partido de la Izquierda Europea.

## Biografía
De raíces asturianas, nació en el barrio mierense de Santamarina en 1956 y emigró a Bélgica con su familia durante la dictadura franquista. Su padre, minero asturiano, militante del Partido Comunista en la clandestinidad y uno de los primeros mineros en colaborar con Comisiones Obreras tuvo que huir del país en 1962 tras las huelgas de la minería en 1961 y 1962 y numerosas detenciones de su entorno. Su tío, hermano mayor de su madre, fue arrestado y encarcelado en Carabanchel. Con la solidaridad de simpatizantes de la causa republicana en Bélgica encontró trabajo en una mina cerca de Lieja y posteriormente como mecánico electricista. Un año después la familia le siguió. Nico creció en Lieja. Su padre murió en 1968 un accidente de coche y su madre sacó adelante la familia. Nico realizó estudios en la escuela técnica local y encontró su primer empleo en la fábrica FN de Lieja. Militó hasta los 19 años en las Juventudes Comunista y por un breve periodo en Izquierda Unida.

Cuando mi padre murió, nosotros empezamos a enterarnos de lo que hacía: era responsable de Organización del PCE en Lieja, estaba en los clubes Federico García Lorca, que eran la fachada del Partido Comunista de España, y después, nosotros empezamos a interesarnos por lo que había hecho nuestro padre y entramos de forma casi natural en las Juventudes Comunistas, muy activos en los clubs Federico García Lorca. Y yo como responsable de Organización de la Unión de Juventudes Comunistas de España en Lieja, Bélgica y durante un poco también en Europa.

Posteriormente empezó a ser activista sindical en el sindicato FGTB abandonando el activismo político. Participó en diversas luchas, entre ellas la de la igualdad salarial entre hombres y mujeres.
En 1997 asumió la secretaría federal del metal de la FGTB y en 2006 fue elegido secretario general del metal de Valonia y de Bruselas. Durante estos años al frente de la federación luchó por un modelo de sindicalismo militante y por conectar el sindicato con los movimientos sociales, especialmente tras la crisis financiera y la reestructuración de los sectores de siderurgia, automóvil, aeronáutica, etc.
Junto con otros sindicatos de metalurgia fundó el grupo de reflexión Annecy. En la actualidad está jubilado. 
En 2019 decidió dar el salto a la política en el ámbito europeo como candidato del Partido de la Izquierda Europea para suceder a Jean-Claude Juncker tras el ascenso de la ultraderecha en Europa —ha dicho— y la llegada de Vox al Parlamento de Andalucía. Fue cocandidato junto a la eurodiputada eslovena Violeta Tomic.

## Posiciones
Considera que el movimiento feminista ha dado una lección «magistral» al conjunto del movimiento obrero y que a pesar de la lucha por la igualdad en el trabajo y el salario no se ha cambiado la visión patriarcal de la sociedad.
También señala que el movimiento obrero se equivocó al no ver venir el cambio climático. "En las fábricas veíamos los productos tóxicos pero no los que se echaba fuera de la fábrica.